# 유노모토역
유노모토역(일본어: 湯之元駅)은 일본 가고시마현 히오키시에 있는 규슈 여객철도 가고시마 본선의 역이다. 상대식 승강장 2면 2선의 구조를 지닌 지상역이다.

## 타는 곳
| 1 | ■ 가고시마 본선 | (상행) | 구시키노 · 센다이 방면     |
| 2 | ■ 가고시마 본선 | (하행) | 이주인 · 가고시마추오 방면 |

## 역 주변
- 유노모토 온천
- 히오키 시 유노모토 야구장
- 국도 제3호선
- 국도 제270호선

## 인접 정차역
| 규슈 여객철도 가고시마 본선 | 규슈 여객철도 가고시마 본선 | 규슈 여객철도 가고시마 본선     |
| --------------------------- | --------------------------- | ------------------------------- |
| 이치키 센다이 방면          | ■ 보통                      | 히가시이치키 가고시마 중앙 방면 |